# Xabi Alonso
Xabi Alonso (ˈʃabi aˈlons̺o), teljes nevén Xabier Alonso Olano (Tolosa, 1981. november 25. –) baszk származású spanyol labdarúgó, edző, aki a Bayern Münchenben játszott középpályásként. Testvére, Mikel és apja, Miguel Ángel szintén labdarúgók.
Karrierjét az egyik legismertebb baszk csapatban, a Real Sociedadban kezdte. Egy évig az SD Eibarban volt kölcsönjátékos, majd visszatért a csapathoz, és a 2002–03-as szezonban, amikor a Real Sociedad nagy klubsikert elérve második lett, már ő is játszott.
2004 nyarán 10,5 millió fontért a Liverpool játékosa lett. Első szezonjában rögtön BL-győztes lett csapatával. Egy évvel később kupa- és szuperkupa-győztes lett. Öt évet töltött az angol csapatnál, ezalatt 141 mérkőzésen lépett pályára, amelyen 15 gólt szerzett.
2009-től 2014-ig a Real Madrid játékosa volt. 2009-ben ismét hivatalba lépő elnök, Florentino Pérez egyik igazolása volt. Vételára ekkor már 30 millió font volt.
A válogatottban 2003-tól 2014-ig szerepelt. Ez idő alatt négy nagy tornán vett részt. 2008-ban és 2012-ben Európa-, 2010-ben pedig világbajnok lett.
Övé a legmesszebbről lőtt akciógól rekordja (64 méter) a Premier League-ben. Ezt a találatot a Newcastle ellen szerezte még 2006-ban.
2017. május 20-án végleg befejezte labdarúgó-pályafutását a Bayern Münchennél.

## Játékos pályafutása

### Kezdetek
Alonso egy kis baszk városban, Tolosában született. Apja, Miguel Ángel Alonso is labdarúgó volt, háromszoros bajnok, ebből kettőt fia későbbi csapatával, a Real Sociedaddal, egyet pedig a Barcelonával nyert, ezenkívül hússzor szerepelt a válogatottban, ahol egy gólt szerzett. Apja labdarúgó karrierjének változásával összhangban gyermekkorának első hat évét Barcelonában, majd Donostia-San Sebastián töltötte.
Labdarúgó karrierjéhez szövődő legenda szerint a kitűnő baszk edző, Javier Clemente San Sebastián egyik utcáján látta meg őt először. Foci közben társaihoz képest olyan kiemelkedően jól játszott, hogy elhívta a városi klub utánpótlásbázisába.
Gyerekkorában sok időt töltött a Playa de la Conchán, a baszk tengerparton, és testvérével, Mikellel együtt a Sabadellnél kezdett edzeni. Játékára apja volt nagy hatással, aki ugyancsak inkább a jó passzra, mint a góllövésre fektette a hangsúlyt.
Szülei odafigyeltek nyelvi képzésére is, hiszen 16 éves korában Írországban, Kells városban töltötte a nyarat az O'Brien családnál, hogy tökéletesítse angol nyelvtudását. Itt megismerkedett továbbá a kelta futballal is, ami a labdarúgásnak egy változata.
Még gyerekkorában barátkozott össze a jelenleg Angliában játszó Mikel Artetával. Ők ketten sokáig együtt játszottak az Antiguoko nevű spanyol ifjúsági csapatban, ám később Arteta a Barcelona, Alonso pedig a Real Sociedad akadémiájára került.

### Real Sociedad
Első mérkőzését a Real Sociedad felnőttcsapatában 1999 decemberében, a CD Logroñés elleni kupameccsen játszotta. Ebben a szezonban több mérkőzésen nem lépett pályára, azonban a következőben kölcsönadták őt az akkor még másodosztályú Eibarnak. Itt állandó kezdő volt. A Real Sociedadnál eközben nem úgy alakultak a dolgok, ahogy azt eltervezték, a csapat 2001 elején utolsó is volt a tabellán. Több edzőváltás következett, két hónapig apja is irányította a csapatot. A megbízott edzők után végül a walesi John Toshacket nevezték ki a csapat élére, aki visszahívta őt a kölcsönből. Egy meglepő húzással őt jelölte ki csapatkapitánynak is. A szezon végére, többek között Alonso jó játékának is köszönhetően a baszk együttes elkerült a kiesőzónából, és tizennegyedik helyen végzett.
A 2001–02-es idény során megszerezte első gólját, a szezont egyébként három találattal zárta. A klub nem lépett sokat előre, mindössze egy helyet javítva tizenharmadikként zárt. A vezetőség emiatt úgy döntött, hogy meneszti Toshacket, helyére Raynald Denoueix-t nevezték ki.
A következő szezon volt a klub legjobb szezonja az utolsó bajnoki cím, vagyis 1982 óta. A Sociedad második lett, mindössze két ponttal lemaradva a Real Madrid mögött úgy, hogy egészen az utolsó fordulóig esélye volt a bajnoki cím megszerzésére. Ez új pontrekordot, valamint Bajnokok Ligája-szereplést jelentett. A csapat sikereiben szerzett érdemeiért Alonso az év végén megkapta a Don Balón-díjat a legjobb spanyol játékos kategóriájában. Mindent egybevéve tizenkét gólt szerzett a különböző sorozatokban. Ekkor kapott először meghívót a válogatottba is, a szövetségi kapitány, Iñaki Sáez, egy Ecuador elleni barátságos összecsapáson hívta be őt először.
A soron következő szezon vegyesen sikerült az ő és csapata szempontjából. Bár a BL-ben a csapatnak sikerült továbbjutnia csoportjából, a bajnokságban csak a tizenötödik helyen végzett. Ekkor már több nagy csapat, köztük a Real Madrid is szerette volna leigazolni, ám a „királyi gárda” ekkor még nem járt sikerrel.
A nyár folyamán érkezett a Sociedadhoz barátja, Mikel Arteta. Ők ketten végül tétmérkőzésen soha nem játszhattak együtt, ugyanis nem sokkal később Alonso a Liverpool játékosa lett 10,7 millió font ellenében.

### Liverpool

#### 2004–2005: BL-győzelem

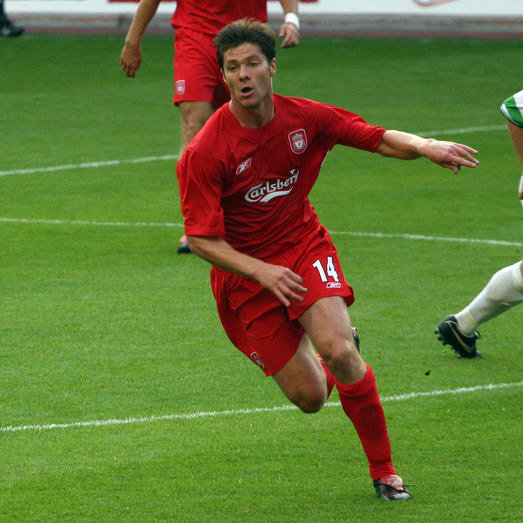
Alonso a walesi TNS ellen, Bajnokok Ligája-selejtezőn

Alonso és korábban Barcelonás honfitársa, Luis García a szintén spanyol vezetőedzővel, Rafael Benítezzel együtt érkezett a csapathoz. Első mérkőzését a bajnokságban a Bolton elleni idegenbeli mérkőzésen játszotta. Bár a Liverpool kikapott, Alonso a sajtó részéről mégis pozitív kritikákat kapott. Első gólját a Fulham ellen szerezte. Ezen a meccsen egyébként a Liverpool a félidőben már kétgólos hátrányban volt, ám többek között Alonso félidei becserélésének, majd jó játékának köszönhetően végül 4–2-re nyerni tudott.
Később további fontos gólokat szerzett, ilyen például az első hazai pályán szerzett találata az Arsenal ellen. Ekkor már egyre jobban érezte magát Angliában. A sérülésből visszatérő csapatkapitánnyal, Steven Gerrarddal jól működő párost alkottak a középpályán, azonban 2005-ben, újév napján, a Chelsea ellen bokatörést szenvedett Frank Lampard belépője után, emiatt három hónapot kellett kihagynia.
Visszatérésére a BL-negyeddöntőben, a regnáló olasz bajnok, a Juventus elleni negyeddöntő visszavágóján került sor. Bár nem volt tökéletes fizikai állapotban, Gerrard távollétében mind a 90 percet végigjátszotta. Torinóban elért 0–0-jának köszönhetően a Liverpool jutott tovább az elődöntőbe. A Chelsea elleni elődöntő első mérkőzésén sárga lapot kapott, így a visszavágót kénytelen volt kihagyni, de csapata végül Luis García góljával kivívta a továbbjutást.
A döntő első félidejében a Milan már háromgólos előnyre tett szert, azonban a második félidőben a Liverpool drámai felzárkózást produkált. 3–2-es Milan-vezetésnél a „Pool” tizenegyest kapott, és az előzetes megbeszélések szerint ennek végrehajtója Alonso volt. Bár a büntetőt elsőre kihagyta, a kipattanót a léc alá zúdította, döntetlenre alakítva az állást. A hosszabbításban nem született gól, a tizenegyespárbajt pedig a Liverpool 3–2-re megnyerte, így övé lett a trófea. A győztes szakvezető, Benítez, Alonso játékát is kiemelte a győzelem megszerzésének okai között.

#### 2005–2006: Kupagyőzelem

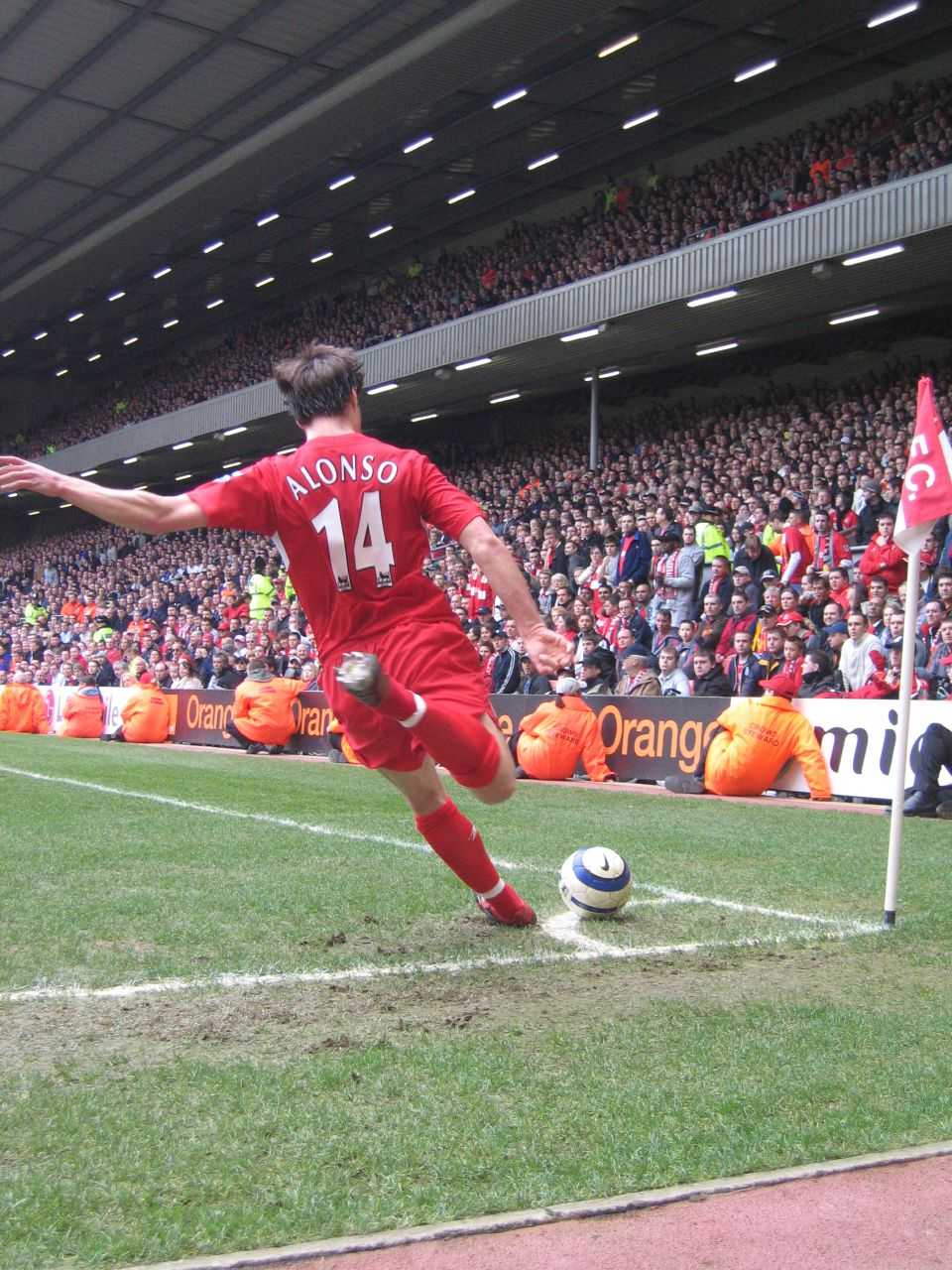
Egy szöglet elvégzése közben

A 2005–06-os szezon során gyakorlatilag minden meccsen játszott, ugyanis elkerülték a sérülések. Mohamed Sissoko érkezésével nagyobb volt a konkurencia a posztján, azonban Gerrard sérülékenységének és a Benítez által kedvelt 4–5–1-es formációnak köszönhetően játszani tudott. Szintén játszott minden egyes BL-meccsen is, azonban a címvédés, mint előtte senkinek, a Liverpoolnak sem sikerült, ugyanis már a kieséses szakasz legelső körében, a nyolcaddöntőben búcsúzott a Benfica ellen.
2006. január 3-án, a Luton Town FC elleni kupamérkőzésen először szerzett tétmérkőzésen két gólt. Két gólja közül az utóbbi volt a látványosabb, ugyanis közel 60 méterről, bőven a felezővonal mögül talált a hálóba. Ez a mérkőzés egy angol fogadó számára is nagy szerencsét hozott, hiszen 200 fontot tett arra a bajnokság előtt, hogy Xabi Alonso lő egy gólt az idény során a félpályán túlról. Ezt a fogadást Xabi a Luton ellen hozta, és ez a merész brit fogadónak 25 000 font nyereményt jelentett. A Liverpool 3–1-es hátrányból végül 5–3-ra nyerni tudott.
A kupadöntőt Alonso egy korábbi sérülés miatt nem tudta végigjátszani, azonban így is sikerült gólpasszt adnia. A Liverpool tizenegyesekkel diadalmaskodott a West Ham felett.

#### 2006–2007, 2007–2008

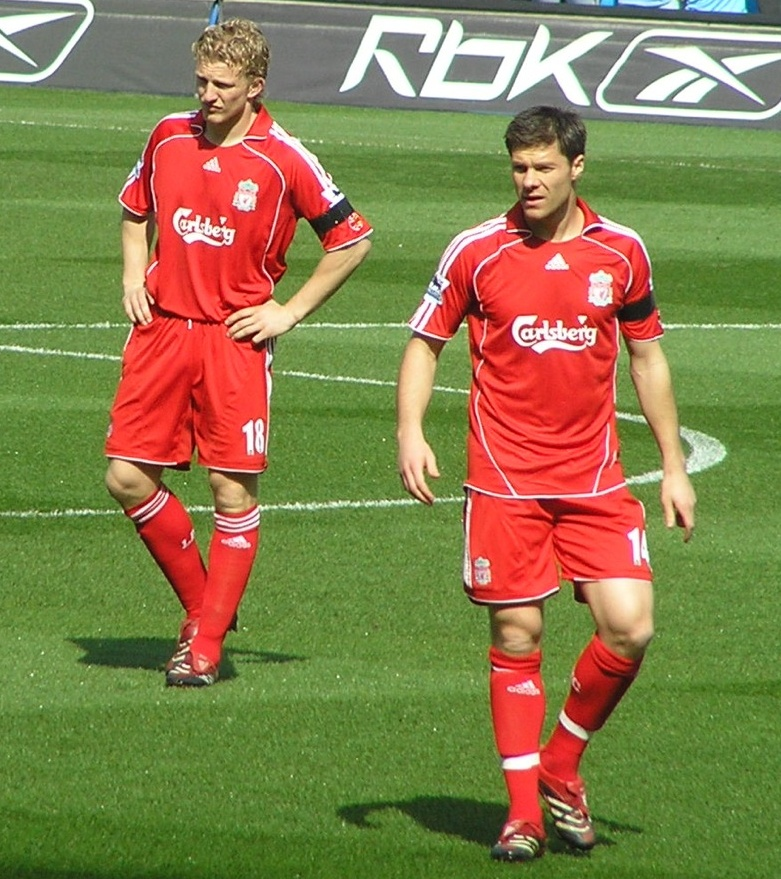
Korábbi csapattársával, Dirk Kuijttel.

2006. szeptember 20-án, a Newcastle ellen, pályafutása egyik leglátványosabb találatát szerezte. Mintegy 64 méterről, vagyis bőven saját térfeléről talált az ellenfél kapujába. Előző gólját a Luton ellen ugyanígy szerezte, így egymás után két gólt is a saját térfeléről lőtt.
2007. június 8-án öt évvel meghosszabbította szerződését. A szezon egyébként jól indult számára, Gerrard hiányzásával ugyanis nagyobb szerep hárult rá. A nyomást jól viselte, az újonc Derby ellen kétszer is betalált a 6–0-ra megnyert meccsen. Később egy Portsmouth ellen összeszedett sérülés miatt hathetes pihenőre kényszerült.
Lábközépcsont-sérüléséből 2007 végén tért vissza, azonban komoly konkurenciái akadtak a jó formában lévő Lucas Leiva és Javier Mascherano személyében. Ebben a szezonban, egészen pontosan 2008. január 12-én játszotta századik bajnokiját a Liverpool színeiben, a Middlesbrough ellen.

#### A 2008–2009-es szezon
A szezon elején felmerült a távozás lehetősége, ugyanis a Liverpool megpróbálta leigazolni Gareth Barryt. Bár nem távozott, elégedetlen volt a játéklehetőségek hiánya miatt.
A Liverpool jól kezdte a szezont, és ebben nagy szerepe volt neki is. Ő lett az első játékos az idény során, aki 1000 jó passzt ki tudott osztani. Utolsó gólját liverpooli színekben a Hull ellen szerezte.

### Real Madrid

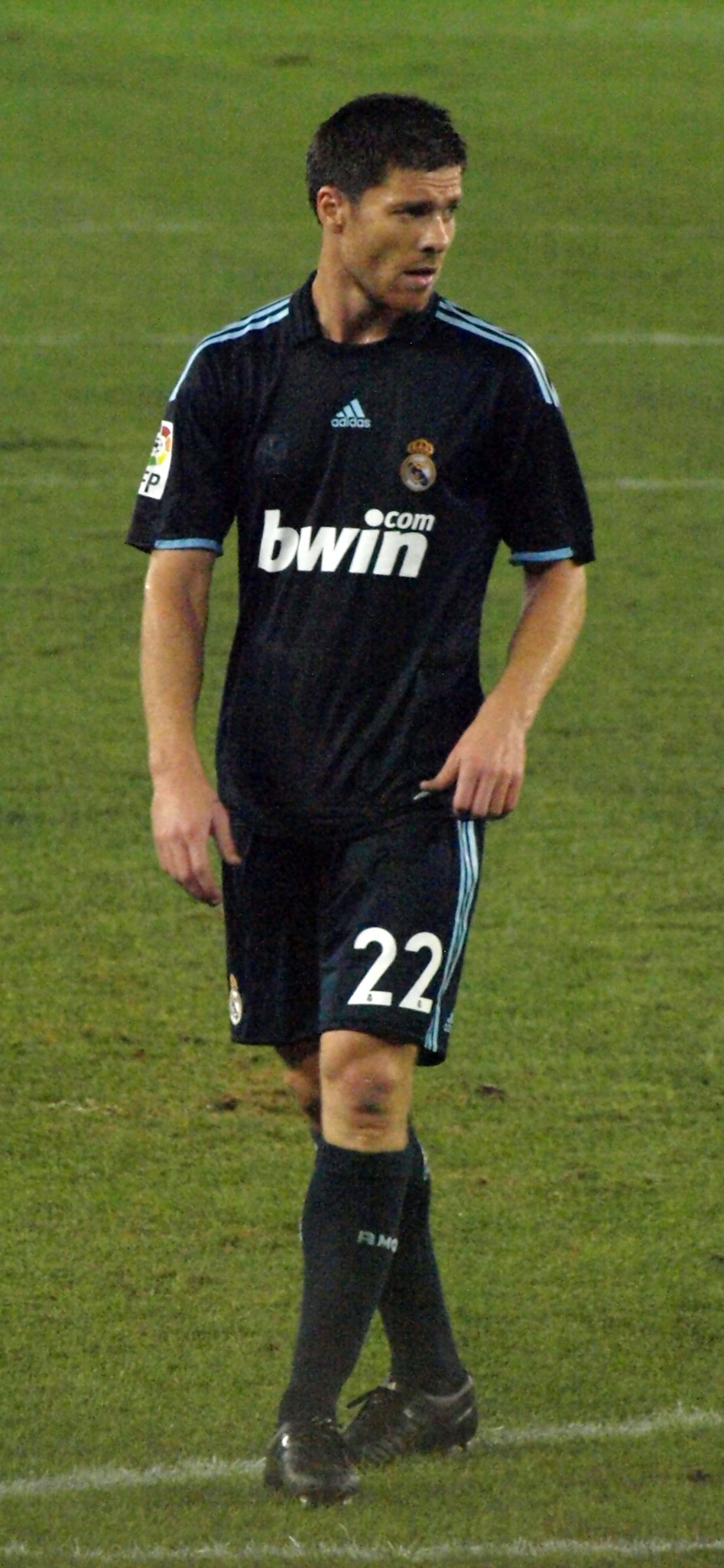
Egy RCD Espanyol elleni mérkőzésen

#### 2009–2010
2009. augusztus 5-én, 30 millió font körüli összegért lett a Real Madrid játékosa. Sokáig úgy gondolta, nem távozik Liverpoolból, azonban a Benítezzel történt kisebb-nagyobb viták után meggondolta magát. A csapatkapitány, Steven Gerrard csalódottságát fejezte ki Alonso távozását illetően, illetve ennek is tudta be a Pool gyenge szezonkezdését.
Első gólját új csapata színeiben a Villarreal 6–2-es kiütésekor szerezte február 10-én, tizenegyesből. Hacsak nem volt sérült vagy eltiltott, minden bajnoki és BL-meccsen kezdőként kapott lehetőséget Manuel Pellegrini vezetőedzőtől. A Real a bajnokság végén 96 ponttal másodikként zárt, vagyis a „királyi gárda” is megdöntötte az előző pontrekordot, mégsem tudott bajnoki címet szerezni, ugyanis az FC Barcelona 98-at szerzett. Év végén a Marca sportnapilap szavazásán az egyetlen Real-játékos lett Cristiano Ronaldo mellett, aki bekerült az év csapatába. Ezenkívül jelölték a liga legjobb középpályásának is, Xavival és Javi Martínezzel együtt.
Több spanyol sajtóorgánum a „La Barba Roja”, vagyis a „Vörösszakáll” becenevet adta neki. Ez a Real szurkolói körében is elterjedt.

#### 2010–2011
Az új idényt a csapat új vezetőedzővel, az Internazionalétól szerződtetett José Mourinhóval kezdte. Alonso Guti távozásával megkapta a 14-es számú mezt. Az évad során egyetlen gólt szerzett, augusztus 14-i, FC Barcelona elleni szuperkupa-mérkőzésen.

#### 2011–2012
Harmadik madridi szezonját ismét egy szuperkupa-góllal kezdte, ismét a Barcelona ellen. 2011. szeptember 21-én lejátszotta századik hivatalos mérkőzését a Real Madrid színeiben, a Racing de Santander ellen 0–0-ra végződő bajnokin.
Ebben a szezonban egy év szünet után a bajnokságban is betalált, és továbbra is a legtöbb mérkőzésen kezdőként kap játéklehetőséget. Xabi Alonso értékes játékával segítette hozzá a Real Madridot 32. bajnoki címéhez.

#### 2013–2014
2014. január 8-án további két évvel hosszabbította meg szerződését a Királyi Gárdánál.
2014. április 29-én a Real Madrid 4–0-s győzelmet aratott a Bajnokok Ligája elődöntőjében az FC Bayern München felett, így összesítésben 5–0 arányban kvalifikálta magát a fináléba. Alonso a mérkőzés során sárga lapot kapott, és mivel már a meccs előtt is rendelkezett kettővel, ez azt jelentette, hogy a döntőben nem léphet pályára. Csapata hosszabbítás után a tizedik Bajnokok Ligája trófeáját szerezte meg, miután hosszabbításban 4–1-re győzte le a városi rivális Atlético Madridot.

### FC Bayern München

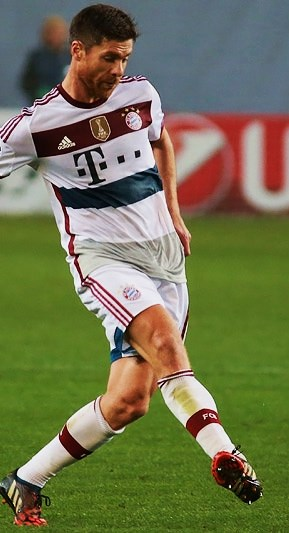
A Bayern München színeiben a CSZKA Moszkva ellen 2014-ben.

2014. augusztus 29-én 2 évre írt alá a Bayern Münchenhez. Első mérkőzését a bajor klub színeiben a Schalke 04 elleni 1-1-es döntetlenre végződő idegenbeli mérkőzésen játszotta. Szeptember 27-én új rekordot állított fel a német bajnokságban: az 1. FC Köln elleni 2–0-ra megnyert idegenbeli mérkőzésen 198 sikeres passzot osztott ki. Első gólját új csapatában október 18-án az SV Werder Bremen elleni 6–0-ra megnyert mérkőzésen szerezte szabadrúgásból a labdát a sorfal alatt elgurítva.
2015. február 17-én 100. Bajnokok Ligája meccsén két sárga lapja után kiállították a Sahtar Doneck ellen, a találkozó 0–0-s döntetlennel zárult. Eltiltását azonban feloldották a visszavágóra, ott a Bayern 7–0-s győzelmet aratott.
Április 28-án egyike volt azon négy játékosnak, akik a klubvilágbajnok győztes csapatból kihagyták a Borussia Dortmund elleni kupaelődöntőt, mely 2–0-s vereséggel zárult számukra. A Wolfsburg elleni szuperkupa mérkőzés során ő volt az egyetlen, aki tizenegyest hibázott a szétlövések során a gárdából.
December 18-án 2017-ig hosszabbított klubjával.
2017. március 9-én a klub televíziójának élő adásában jelentette be, hogy felhagy a profi futballal.

### Válogatott

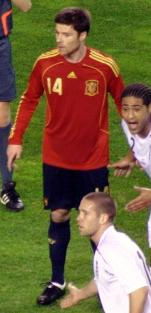
Egy válogatott-mérkőzésen

Először a 2004-es Európa-bajnokságon szerepelt a válogatottal. Mindhárom csoportmeccsen, vagyis Oroszország, Portugália és a később győztes Görögország ellen is játszott. A spanyoloknak nem sikerült a csoportból való továbbjutás, mivel utóbbi két ellenfelétől egyaránt vereséget szenvedett.
A két évvel későbbi világbajnokságon Ukrajna ellen ő szerezte a válogatott első gólját a tornán, ez egyben az ő első gólja is volt a nemzeti csapat színeiben. A csoportelsőség ellenére Spanyolország már rögtön a nyolcaddöntőben kiesett, ahol a francia válogatott jelentett túl nagy feladatot számára.
A 2008-as Európa-bajnokságon javarészt csere volt, azonban a kulcsemberek pihentetése miatt az utolsó csoportmeccsen csapatkapitányként vezethette ki a spanyolokat, és ő lett a mérkőzés legjobbja. A nagy konkurenciát mutatja, hogy ezzel együtt sem sikerült megtartania kezdőcsapatbeli pozícióját. A spanyolok 44 év után tudtak ismét felnőtt világversenyen győzni, Alonso a hatból négy mérkőzésen játszott.
A 2010-es vb-n már az összes meccset végigjátszotta, és nagy szerepe volt abban, hogy a spanyolok megszerezték történetük első világbajnoki címét. A döntő 26. percében Nigel de Jong egy rendkívül durva szabálytalanságot követett el ellene. Egy átlagos, labdáért folytatott párharcot követően teli talppal találta el Alonso mellkasát. Bár ápolni kellett, nem sokkal ezután mégis folytatta a játékot.
2012. június 23-án 100. válogatott meccsét játszotta az Európa-bajnokságon a franciák elleni nyolcaddöntőben, a számukra győztes kimenetelű összecsapás mindkét találatát ő szerezte. A portugálok ellen az elődöntőben 0–0-s döntetlen született a rendes játékidőben, a hosszabbítás után a tizenegyes párbaj során büntetőt hibázott, ugyanakkor Spanyolország 4–2 arányban felülmúlta ellenfelét. A döntőben 4–0-ra győzött a spanyol válogatott az olaszok ellen, így Alonso második Európa-bajnoki címét ünnepelhette.
A 2014-es vb során már a csoportkörben kapitulált a La Roja. Alonso ugyan tizenegyesből vezetést szerzett Hollandia ellen, de a hollandok megfordították az összecsapást 2–1-re. A Chile elleni találkozón sárga lapot kapott és mindössze egy félidőt játszott, a mérkőzés 2–0-s vereséggel zárult számukra. Az utolsó meccsen, Ausztrália ellen 3–0-s győzelmet arattak, Alonso pedig 83 percet töltött a pályán.
2014. augusztus 27-én bejelentette visszavonulását a nemzeti tizenegyben.

## Edzői pályafutása
2018. augusztus 29-én bejelentették, hogy visszatér a Real Madridhoz és az U13-as csapat edzője lesz. 2019. július 10-én hivatalosan jelentette be a Real Sociedad csapata, hogy a harmadosztályban szereplő második csapat vezetőedzője lett. A 2020–21-es szezont követően feljutottak a másodosztályba. 2022. május 25-én bejelentette, hogy a szezon végén távozik a klubtól. Október 5-én a német Bayer Leverkusen vezetőedzőjének nevezték ki, mely csapat irányítása alatt megnyerte 2023-24.  évi német bajnokságot.
2025. május 25-én a Real Madrid hivatalosan is bejelentette, hogy Xabi Alonso lesz a klub vezetőedzője.

## Magánélete
Felesége Nagore Aranburu, első gyermekük 2008. március 11-én született, a fiú a Jontxu nevet kapta. Mivel a gyermek születésekor mindvégig feleségével maradt, kénytelen volt kihagyni egy Internazionale elleni BL-mérkőzést, emiatt kisebb összetűzésbe keveredett a vezetőedzővel, Rafa Benítezzel. 2010. március 30-án született meg második gyermekük, a lány az Ane nevet kapta.
Jó kapcsolatot ápol a jelenleg az Arsenalban edzői pozíciót betöltő Mikel Artetával, akivel gyerekkorában egy utcában lakott. Arteta részben Alonso meggyőzésének köszönhetően igazolt korábban a kisebbik liverpooli csapathoz az Evertonhoz.
Testvére, Mikel, szintén szerepelt rövid ideig Angliában, egy szezonon keresztül kölcsönben a Boltonnál. Mivel nem váltotta be a hozzá fűzött reményeket, egy év elteltével visszatért az őt kölcsönadó Real Sociedadhoz. Másik testvére, Jon, játékvezetőként tevékenykedik.

## Karrierje statisztikái

### Klub
2014. október 28-i állapot szerint.
| Klub               | Szezon             | Bajnokság | Bajnokság | Kupa1 | Kupa1 | Ligakupa | Ligakupa | Európa | Európa | Egyéb² | Egyéb² | Összesen | Összesen |
| Klub               | Szezon             | Mérk.     | Gólok     | Mérk. | Gólok | Mérk.    | Gólok    | Mérk.  | Gólok  | Mérk.  | Gólok  | Mérk.    | Gólok    |
| ------------------ | ------------------ | --------- | --------- | ----- | ----- | -------- | -------- | ------ | ------ | ------ | ------ | -------- | -------- |
| Real Sociedad      | 1999–00            | 5         | 0         | 1     | 0     | –        | –        | 0      | 0      | –      | –      | 6        | 0        |
| Real Sociedad      | Összesen           | 5         | 0         | 1     | 0     | –        | –        | 0      | 0      | –      | –      | 6        | 0        |
| Eibar              | 2000–01            | 14        | 0         | 0     | 0     | –        | –        | 0      | 0      | –      | –      | 14       | 0        |
| Eibar              | Összesen           | 14        | 0         | 0     | 0     | –        | –        | 0      | 0      | –      | –      | 14       | 0        |
| Real Sociedad      | 2000–01            | 18        | 0         | 0     | 0     | –        | –        | 0      | 0      | –      | –      | 18       | 0        |
| Real Sociedad      | 2001–02            | 29        | 3         | 0     | 0     | –        | –        | 0      | 0      | –      | –      | 29       | 3        |
| Real Sociedad      | 2002–03            | 33        | 3         | 1     | 0     | –        | –        | 0      | 0      | –      | –      | 34       | 3        |
| Real Sociedad      | 2003–04            | 34        | 3         | 0     | 0     | –        | –        | 8      | 1      | –      | –      | 42       | 4        |
| Real Sociedad      | Összesen           | 114       | 9         | 1     | 0     | 0        | 0        | 8      | 1      | –      | –      | 123      | 10       |
| Liverpool          | 2004–05            | 24        | 2         | 0     | 0     | 0        | 0        | 8      | 1      | –      | –      | 32       | 3        |
| Liverpool          | 2005–06            | 35        | 3         | 5     | 2     | 0        | 0        | 10     | 0      | 3      | 0      | 53       | 5        |
| Liverpool          | 2006–07            | 32        | 4         | 1     | 0     | 2        | 0        | 15     | 0      | 1      | 0      | 51       | 4        |
| Liverpool          | 2007–08            | 19        | 2         | 3     | 0     | 1        | 0        | 4      | 0      | –      | –      | 27       | 2        |
| Liverpool          | 2008–09            | 33        | 4         | 3     | 0     | 1        | 0        | 10     | 1      | –      | –      | 47       | 5        |
| Liverpool          | Összesen           | 143       | 15        | 12    | 2     | 4        | 0        | 47     | 2      | 4      | 0      | 210      | 19       |
| Real Madrid        | 2009–10            | 34        | 3         | 0     | 0     | –        | –        | 7      | 0      | –      | –      | 41       | 3        |
| Real Madrid        | 2010–11            | 34        | 0         | 7     | 1     | –        | –        | 11     | 0      | –      | –      | 52       | 1        |
| Real Madrid        | 2011–12            | 29        | 1         | 4     | 0     | –        | –        | 8      | 0      | 2      | 1      | 43       | 2        |
| Real Madrid        | 2012–13            | 28        | 0         | 7     | 0     | –        | –        | 10     | 0      | 2      | 0      | 47       | 0        |
| Real Madrid        | 2013–14            | 26        | 0         | 7     | 0     | –        | –        | 9      | 0      | 0      | 0      | 42       | 0        |
| Real Madrid        | 2014–15            | 0         | 0         | 0     | 0     | –        | –        | 0      | 0      | 2      | 0      | 2        | 0        |
| Összesen           | 158                | 4         | 25        | 1     | –     | –        | 47       | 0      | 6      | 1      | 236    | 6        |          |
| FC Bayern München  | 2014–15            | 8         | 1         | 0     | 0     | –        | –        | 3      | 0      | 0      | 0      | 11       | 1        |
| FC Bayern München  | Összesen           | 8         | 1         | 0     | 0     | –        | –        | 3      | 0      | 0      | 0      | 11       | 1        |
| Karrierje összesen | Karrierje összesen | 437       | 29        | 39    | 3     | 4        | 0        | 105    | 3      | 10     | 1      | 595      | 36       |

1Tartalmazza az FA Kupa és a Copa del Rey mérkőzéseket.
²Tartalmazza az Európai Szuperkupa, a Klubvilágbajnokság, a Community Shield és a Spanyol szuperkupa mérkőzéseket.

### Válogatott
2014. június 18-i állapot szerint.
| Válogatott    | Szezon   | Mérkőzés | Gól |
| ------------- | -------- | -------- | --- |
| Spanyolország |          |          |     |
| 2002–03       | 5        | 0        |     |
| 2003–04       | 11       | 0        |     |
| 2004–05       | 6        | 0        |     |
| 2005–06       | 11       | 1        |     |
| 2006–07       | 6        | 0        |     |
| 2007–08       | 14       | 2        |     |
| 2008–09       | 12       | 4        |     |
| 2009–10       | 13       | 2        |     |
| 2010–11       | 12       | 3        |     |
| 2011–12       | 16       | 3        |     |
| 2012–13       | 5        | 0        |     |
| 2013–14       | 5        | 1        |     |
| Összesen      | Összesen | 112      | 16  |

### Válogatott góljai
| #   | Dátum               | Helyszín                                                   | Ellenfél                | Gólja | Végeredmény | Kiírás                             |
| --- | ------------------- | ---------------------------------------------------------- | ----------------------- | ----- | ----------- | ---------------------------------- |
| 1.  | 2006. június 14.    | Zentralstadion, Lipcse, Németország                        | Ukrajna                 | 1–0   | 4–0         | 2006-os labdarúgó-világbajnokság   |
| 2.  | 2008. augusztus 20. | Parken Stadion, Koppenhága, Dánia                          | Dánia                   | 1–0   | 1–0         | Barátságos mérkőzés                |
| 3.  | 2008. augusztus 20. | Parken Stadion, Koppenhága, Dánia                          | Dánia                   | 3–0   | 3–0         | Barátságos mérkőzés                |
| 4.  | 2009. április 1.    | Ali Semi Yen Stadion, Isztambul, Törökország,              | Brazília                | 1–1   | 2–1         | 2010-es vb-selejtező               |
| 5.  | 2009. június 28.    | Royal Bafokeng Stadion, Phokeng, Dél-afrikai Köztársaság   | Dél-afrikai Köztársaság | 3–2   | 3–2         | 2009-es konföderációs kupa         |
| 6.  | 2009. november 14.  | Vicente Calderón, Madrid, Spanyolország                    | Argentína               | 1–0   | 2–1         | Barátságos mérkőzés                |
| 7.  | 2009. november 14.  | Vicente Calderón, Madrid, Spanyolország                    | Argentína               | 2–1   | 2–1         | Barátságos mérkőzés                |
| 8.  | 2010. május 29.     | Tivoli Nuevo Stadion, Innsbruck, Ausztria,                 | Szaúd-Arábia            | 2–1   | 3–2         | Barátságos mérkőzés                |
| 9.  | 2010. június 8.     | Estadio Nueva Condomina, Murcia, Spanyolország             | Lengyelország           | 3–0   | 6–0         | Barátságos mérkőzés                |
| 10. | 2011. június 7.     | Estadio José Antonio Anzoátegui, Puerta la Cruz, Venezuela | Venezuela               | 0–3   | 0–3         | Barátságos mérkőzés                |
| 11. | 2011. augusztus 10. | Stadio San Nicola, Bari, Olaszország                       | Olaszország             | 1–1   | 2–1         | Barátságos mérkőzés                |
| 12. | 2011. október 7.    | Generali Aréna, Prága, Csehország,                         | Csehország              | 0–2   | 0–2         | 2012-es Eb-selejtező               |
| 13. | 2012. május 30.     | Stade de Suisse, Bern, Svájc                               | Dél-Korea               | 2–1   | 4–1         | Barátságos mérkőzés                |
| 14. | 2012. június 23.    | Donbasz Aréna, Doneck, Ukrajna                             | Franciaország           | 1–0   | 2–0         | 2012-es labdarúgó-Európa-bajnokság |
| 15. | 2012. június 23.    | Donbasz Aréna, Donyeck, Ukrajna                            | Franciaország           | 2–0   | 2–0         | 2012-es labdarúgó-Európa-bajnokság |
| 16. | 2014. június 13.    | Donbasz Aréna, Doneck, Ukrajna                             | Hollandia               | 1–0   | 1–5         | 2014-es labdarúgó-világbajnokság   |

## Edzői statisztika
2025. május 26.-án lett frissítve.
| Csapat           | Nemzet   | –tól             | –ig             | Mérleg | Mérleg | Mérleg | Mérleg     | Mérleg | Mérleg | Mérleg | Mérleg |
| M                | GY       | D                | V               | RG     | KG     | GK     | Győzelem % |        |        |        |        |
| ---------------- | -------- | ---------------- | --------------- | ------ | ------ | ------ | ---------- | ------ | ------ | ------ | ------ |
| Real Sociedad B  | spanyol  | 2019. június 1.  | 2022. május 28. | 98     | 40     | 23     | 35         | 140    | 120    | +20    | 40.82  |
| Bayer Leverkusen | német    | 2022. október 5. | 2025. május 24. | 91     | 61     | 19     | 11         | 211    | 90     | +121   | 67.03  |
| összesen         | összesen | összesen         | összesen        | 189    | 101    | 42     | 46         | 351    | 210    | +141   | 53.44  |

## Sikerei, díjai

### Liverpool
- Angol kupa (1): 2005–06
- Angol szuperkupa (1): 2006
- Bajnokok Ligája (1): 2004–05
- UEFA Szuperkupa (1): 2005

### Real Madrid
- Spanyol kupa (1): 2010–11, 2013-14
- Spanyol bajnok (1): 2011–12
- Bajnokok Ligája (1): 2013–14
- UEFA Szuperkupa (1): 2014

### Bayern München
- Német bajnok (3): 2014–15, 2015–16, 2016–17
- Német kupa (1): 2015–16
- Német szuperkupa (1): 2016
  - döntős (1): 2015

### Válogatott
- Európa-bajnok (2): 2008, 2012
- Világbajnok (1): 2010

### Egyéni
- Don Balón-díj: 2003

### Edzőként
Bayer Leverkusen
- Német bajnok (1): 2023–24
- Német kupagyőztes (1): 2023–24
- Európa-liga döntős (1): 2023–24